# Forst (Unterfranken)

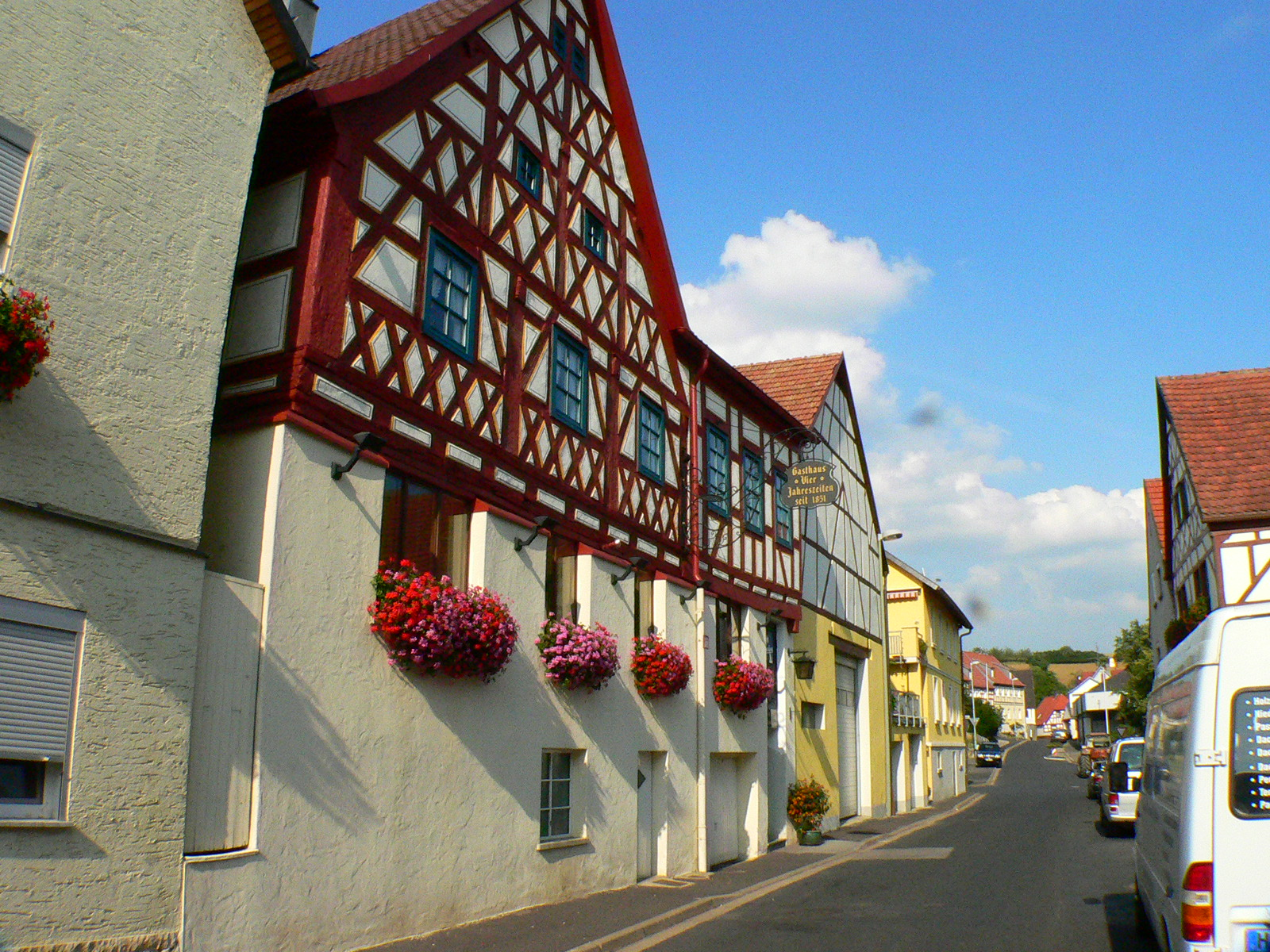

Forst is een plaats in de Duitse gemeente Schonungen, deelstaat Beieren, en telt 1013 inwoners (2007).